# 니콜라 뒤퐁에냥

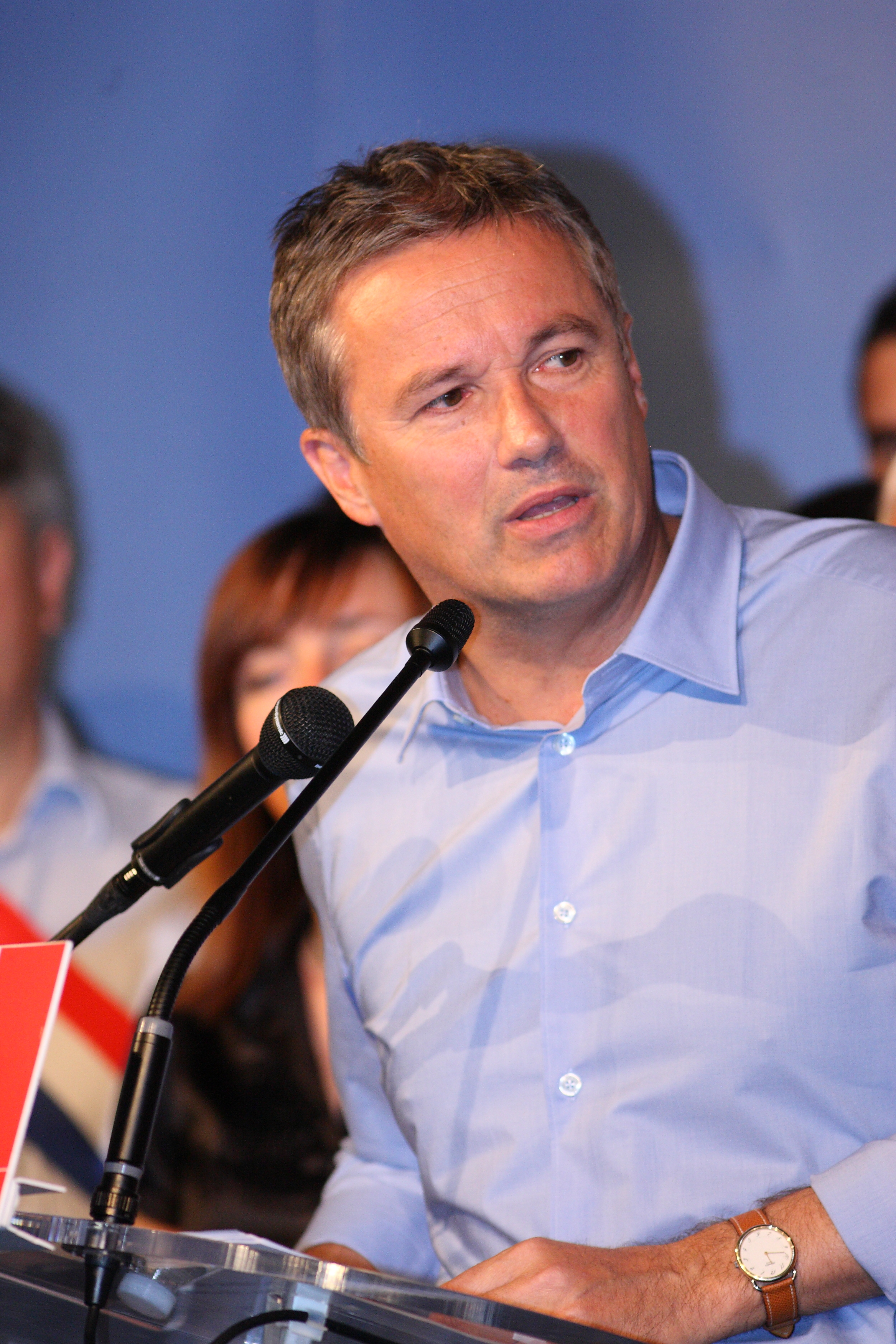
2011년의 니콜라 뒤퐁애냥

니콜라 뒤퐁에냥(프랑스어: Nicolas Dupont-Aignan)은 프랑스의 정치인이다. 2008년 약진하는 공화국(현 약진하는 프랑스)를 창당하여 2012년과 2017년에 대선 후보로 출마하였다.
뒤퐁에냥은 자신을 드골주의자로 칭한다. 마린 르 펜과 비슷한 노선을 가지고 있으나 르 펜보다는 좀더 온건하다는 평가를 받는다. 한편 그는 왈롱 합병을 주장하는 라타시슴에 대해 지지를 표명하기도 했다.

## 역대 선거 결과
| 선거명      | 직책명 | 대수 | 정당            | 1차 득표율 | 1차 득표수  | 2차 득표율 | 2차 득표수 | 결과 | 당락 |
| ----------- | ------ | ---- | --------------- | ---------- | ----------- | ---------- | ---------- | ---- | ---- |
| 2012년 선거 | 대통령 | 24대 | 약진하는 공화국 | 1.79%      | 644,086표   |            |            | 7위  | 낙선 |
| 2017년 선거 | 대통령 | 25대 | 약진하는 프랑스 | 4.70%      | 1,695,000표 |            |            | 6위  | 낙선 |